# Смех в большом городе
«Сме́х в большо́м го́роде» — телевизионное юмористическое шоу, выходившее в эфир на телеканале СТС с 17 апреля 2010 года по 20 февраля 2011 года. Программа была закрыта после 20 выпусков в эфир. Причина закрытия в том, что передача не набрала достаточно высоких рейтингов и её производство оказалось нерентабельным.

## Описание
Авторы программы: Михаил Гуликов, Алексей Ляпичев, Дмитрий Шпеньков, Константин Майер, Александр Вялых, Андрей Орлов, Тимофей Куц.
Ведущие программы: до 8 выпуска включительно — Тимофей Куц (в прошлом участник «Сборной Санкт-Петербурга») и Александр Гудков (в прошлом участник команды КВН «Фёдор Двинятин»), а после — Сергей Писаренко и Евгений Никишин (в прошлом участники команды КВН «Уездный город»).
В основе программы — поединок между различными стилями юмора. Двое звёздных гостей-антиподов набирают себе команды из лучших КВНщиков, каждый из которых придерживается определённого стиля в шутках:
- Rasta style — Позитивный юмор; участники команды СТЭПиКО Александр Коптель и Максим Аникин.
- Pickup style — Женский юмор; участницы команды «7 холмов» Ольга Климентьева, Эльвира Гисматуллина, Полина Ротнова и Александра Некрасова.
- Black style — Чёрный юмор; участник команд «Вятка-автомат», Сборная Ульяновской области, «25-я» и «Вятка» Дмитрий Бушуев.
- Stupid style — Абсурдный юмор; участники команды «Станция Спортивная» Дмитрий Кожома, Иван Пышненко и Алексей Никифоренко.
- Street style — Золотая молодёжь и гопники; участник команд «Обычные люди», «Незолотая молодёжь» и «25-я» Дмитрий Шпеньков, участник команд «Территория игры», СТЭПиКО и «Красноярск» Владимир Землянский, участники команды «Триод и Диод» Максим Киселёв и Александр Марченков.

Командам-участницам во главе с гостем необходимо пройти четыре юмористических испытания — «Притирка», «Дуэль», «Юмор, деньги, два бойца» и самый захватывающий четвёртый раунд — «Замочи соперника». Победитель загадывает желание.
С 5 выпуска испытаниями стали «Притирка», «Говорящая картина» и финальная битва «Дуэль». В финальной битве имеются 16 мишеней, с 13-го выпуска — 9 мишеней. Финальная битва проходит до последнего сухого игрока. Также с 5 выпуска желание путём жеребьёвки выбирают участники перед началом игры.

## Выпуски
| Номер выпуска | Соперники                                       | Победитель                 | Жюри         | Счёт | Желания                                                                                     |
| ------------- | ----------------------------------------------- | -------------------------- | ------------ | ---- | ------------------------------------------------------------------------------------------- |
| 1             | Анатолий Вассерман против Дмитрия Диброва       | Анатолий Вассерман         | Rasta Style  | 6:3  | Проигравший должен сыграть с первым попавшимся человеком в «Кто хочет стать миллионером?»   |
| 2             | Нонна Гришаева против Гарика Харламова          | Нонна Гришаева             | Black Style  | 6:3  | Проигравший должен ударить первого попавшегося человека надувной битой по голове.           |
| 3             | Сати Казанова против Татьяны Лазаревой          | Сати Казанова              | Pickup Style | 5:1  | Проигравший должен поработать гардеробщиком.                                                |
| 4             | Серёга против Влада Топалова                    | Влад Топалов               | Black Style  | 4:3  | Проигравший должен поцеловать первого попавшегося человека.                                 |
| 5             | Никита Джигурда против Сергея Зверева           | Никита Джигурда            | Stupid Style | 4:3  | Проигравший должен зазывать прохожих в секцию хула-хупа.                                    |
| 6             | Костя Цзю против Николая Лукинского             | Костя Цзю                  | Rasta Style  | 6:2  | Проигравший должен прыгать в одежде в фонтан.                                               |
| 7             | Анфиса Чехова против Сергея Глушко              | Анфиса Чехова              | Black Style  | 6:1  | Проигравший должен стрелять по прохожим из водного пистолета.                               |
| 8             | Вадим Галыгин против Александра Морозова        | Вадим Галыгин              | Pickup Style | 6:2  | Проигравший должен в костюме пчелы продавать мёд на улице.                                  |
| 9             | Сергей Лазарев против Аркадия Укупника          | Сергей Лазарев             | Rasta Style  | 6:2  | Проигравший должен жонглировать мандаринами на улице.                                       |
| 10            | Станислав Костюшкин против Кати Лель            | Станислав Костюшкин        | Pickup Style | 5:2  | Проигравший должен нарисовать портрет победителя и продать его за большие деньги на Арбате. |
| 11            | Андрей Рожков против Антона Привольнова         | Андрей Рожков              | Black Style  | 5:3  | Проигравший должен надеть прохожему на голову кастрюлю, постучать по ней и убежать.         |
| 12            | Эдгард Запашный против Аскольда Запашного       | Эдгард Запашный            | Stupid Style | 5:1  | Проигравший должен подходить к прохожим и пытаться продать пылесос.                         |
| 13            | Андрей Малахов против Михаила Шаца              | Андрей Малахов             | Rasta Style  | 5:2  | Проигравший должен поймать на сосиску собаку.                                               |
| 14            | Лера Кудрявцева против Оксаны Фёдоровой         | Лера Кудрявцева            | Pickup Style | 5:2  | Проигравший должен починить во дворе качели.                                                |
| 15            | Галина Данилова против Александра Пушного       | Галина Данилова            | Stupid Style | 4:2  | Проигравший должен 10 раз набить футбольный мяч ногой.                                      |
| 16            | Андрей Григорьев-Апполонов против Ирины Забияки | Андрей Григорьев-Апполонов | Black Style  | 5:3  | Проигравший должен в мегафон рассказывать прохожим содержание фильма «Аватар».              |
| 17            | Георгий Дронов против Леонида Ярмольника        | Георгий Дронов             | Black Style  | 6:1  | Проигравший должен поработать швейцаром.                                                    |
| 18            | Сергей Жуков против Дмитрия Колдуна             | Сергей Жуков               | Stupid Style | 6:1  | Проигравший должен ходить с утюгом и гладить людей.                                         |
| 19            | Антон Макарский против Кирилла Андреева         | Антон Макарский            | Street Style | 5:3  | Проигравший должен встать на стул и петь песню «В лесу родилась ёлочка».                    |
| 20            | Антон Комолов против Даны Борисовой             | Антон Комолов              | Pickup Style | 6:2  | Проигравший должен станцевать ламбаду прохожим на улице.                                    |